# Bythograea galapagensis
Bythograea galapagensis is een krabbensoort uit de familie van de Bythograeidae. De wetenschappelijke naam van de soort is voor het eerst geldig gepubliceerd in 2003 door Guinot & Hurtado.